# Platensimycin
Platensimycin ist ein neu entdecktes Antibiotikum. Diese Substanz ist der erste Vertreter einer bislang unbekannten Strukturklasse von Antibiotika. Forscher der Firma MSD Sharp & Dohme haben Platensimycin im Rahmen eines Substanz-Screeningprojektes gefunden. Es wird vom Bakterium Streptomyces platensis gebildet, das sich in einer südafrikanischen Bodenprobe fand. Eine erste chemische Totalsynthese von racemischem Platensimycin ist im Jahr 2006 beschrieben worden.

## Wirkmechanismus
Platensimycin inhibiert ein Schlüsselenzym namens FabF und hemmt so selektiv eine bakterielle Synthetase, die Bakterien zum Aufbau der Fettsäure an Oberfläche und Zellmembran benötigen. Nur wenige bekannte Antibiotika inhibieren die bakterielle Fettsäure-Synthese. Weil es einen anderen Wirkmechanismus als konventionelle Antibiotika hat, geht man davon aus, dass weit weniger Bakterien gegen Platensimycin resistent werden.

## Studienlage
Platensimycin erwies sich bei Mäusen als wirksam gegen multiresistente grampositive Keime wie MRSA, für die bisher Vancomycin das letzte Reserveantibiotikum ist. Platensimycin erwies sich als sehr wirksames Antibiotikum, wenn es in vivo kontinuierlich an Zellen verabreicht wurde, bei Nutzung anderer gebräuchlicher Verabreichungswege war die Wirksamkeit jedoch herabgesetzt. Ein weiterer Nachteil sind die hohen Dosen, die für eine Wirksamkeit im Tierversuch erforderlich sind. Darum werden zunächst Versuche, die Struktur zu Gunsten einer höheren Wirksamkeit zu verändern, klinischen Studien vorgezogen.